# Cartimandua

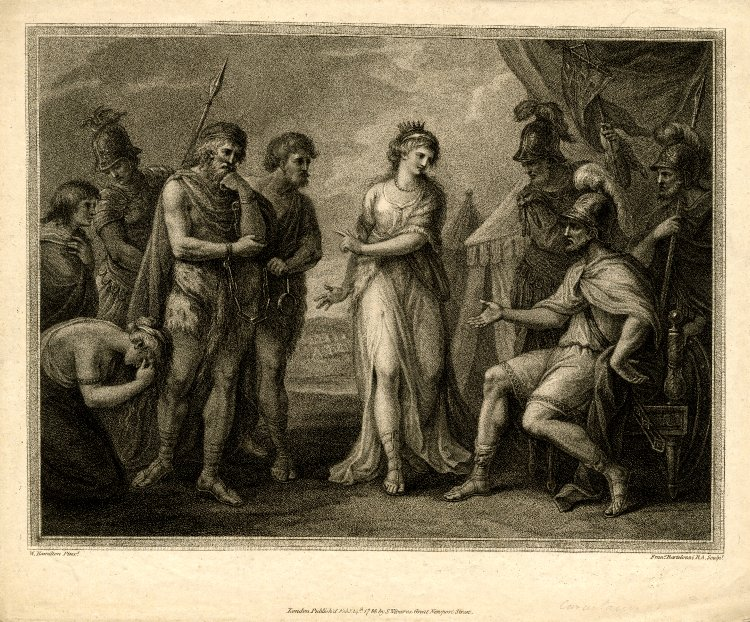
Cartimandua

Cartimandua, född okänt år, död efter år 69 e.Kr., var regerande drottning av de keltiska briganternas stam i Britannien från 43 till 69 e.Kr. Hon samarbetade med romarna under den romerska erövringen av Britannien och blev därför belönad som lojal romersk klientmonark. 
Hennes förste make Venutius gjorde år 69 uppror mot henne i spetsen för en antiromersk opposition. Eftersom Rom befann sig i en period av instabilitet vid denna tidpunkt kunde de inte ge henne mer än ett obetydligt antal av de förstärkningar hon ansökte om, och hon blev därför avsatt. Cartimandua evakuerades av romarna, men hennes vidare liv är okänt. 